# プロモーションリーグ
プロモーションリーグ（Promotion League）は、スイスサッカーのリーグ構成における3部リーグ。
2021年から「YAPEALプロモーションリーグ」（YAPEAL Promotion League）の名称を用いている。

## 概要
スーパーリーグ、チャレンジリーグの下位カテゴリに位置するリーグとして、2012年に誕生した。上位ふたつのカテゴリとは異なり、セミプロリーグとして設立され、プロクラブのリザーブチームが参戦できるカテゴリのうち、最も上位にあたるリーグでもあった。2022-23シーズンから、リザーブチーム2チームにワイルドカードとしての枠が与えられ、これにより、プロモーションリーグへの昇格が可能となった。また、それまでは同一シーズンのプロモーションリーグにおいて、参加できるリザーブチームは4チームまでだったが、2022-23シーズン以降は無制限へと拡大された。

## 所属クラブ (2022-23シーズン)
| - FCバーデン - FCバーゼルII - FCバヴォワ - FCビール/ビエンヌ - ブライテンライン - SCブリュール - FCビュル - SCシャム - FCキアッソ | - エトワール・カルージュFC - SCクリーンス - FCルツェルンII - FCラッパースヴィール＝ヨナ - FCザンクト・ガレンII - FCスタッド・ニヨン - YFユヴェントス - BSCヤングボーイズII - FCチューリッヒII |

## 歴代優勝クラブ
| シーズン | 優勝                       | 2位                        | 3位                        |
| -------- | -------------------------- | -------------------------- | -------------------------- |
| 2012-13  | FCシャフハウゼン           | FCバーゼルII               | YFユヴェントス             |
| 2013-14  | FCル・モン                 | YFユヴェントス             | エトワール・カルージュFC   |
| 2014-15  | ヌーシャテル・ザマックス   | FCケニッツ                 | FCブライテンライン・ベルン |
| 2015-16  | セルヴェットFC             | SCシャム                   | SCクリーンス               |
| 2016-17  | FCラッパースヴィール＝ヨナ | SCクリーンス               | FCバーゼルII               |
| 2017-18  | SCクリーンス               | FCスタッド・ニヨン         | イヴェルドン＝スポールFC   |
| 2018-19  | FCスタッド・ローザンヌ     | イヴェルドン＝スポールFC   | ACベッリンツォーナ         |
| 2019-20  | イヴェルドン＝スポールFC   | FCラッパースヴィール＝ヨナ | FCスタッド・ニヨン         |
| 2020-21  | イヴェルドン＝スポールFC   | SCシャム                   | SCブリュール               |
| 2021-22  | FCブライテンライン・ベルン | ACベッリンツォーナ         | FCキアッソ                 |